# Conrad Ecklie
Conrad Ecklie is een personage uit de televisieserie CSI. Hij wordt gespeeld door Marc Vann. Conrad is een regelmatig terugkerend personage.
Conrad is een voormalige toezichthouder van het dagteam van de CSI, die gepromoveerd werd tot Assistent Directeur in seizoen 5. Hij staat bekend om zijn strenge aanhankelijkheid aan verordeningen. Hij is tevens zeer ambitieus en streeft naar het opbouwen van een carrière en zelfpromotie. Conrad en Gil Grissom hebben niet echt een goede relatie, vooral omdat Grissom van mening is dat Conrad meer geeft om vorderingen dan bewijzen.
Als onderdeel van zijn wrok tegen Grissom, splitste Conrad het nachtteam van de CSI halverwege seizoen 5 en maakte Catherine Willows tot tweede toezichthouder, waarbij hij haar verzoeken om overgeplaatst te worden naar het dagteam negeerde. Desondanks zette hij in de finale "Grave Danger" van het vijfde seizoen alle verschillen en oude conflicten opzij om te helpen de ontvoerde Nick Stokes te vinden.
Grissoms mening over Conrad wordt gedeeld door enkele andere leden van het nachtteam, waaronder Sara Sidle die bijna werd ontslagen wegens insubordinatie toen ze uitviel tegen Conrad.
Conrads persoonlijke leven komt vrijwel nooit aan de orde in de serie. In de aflevering Anatomy of a Lye van seizoen 2 werd onthuld dat Conrad vijf jaar voor die aflevering een Mercedes had gekocht van Grissom. In de aflevering Iced uit het vijfde seizoen werd bekend dat hij gescheiden is en allergisch is voor katten. De twee feiten over zijn leven buiten zijn werk staan echter open voor discussie. Vooral omdat rond de tijd dat hij deze uitspraken deed hij onder druk stond om een antwoord te geven voor het onderzoeken van mensen.
Conrad is in het 12e seizoen neer geschoten als cliffhanger naar het 13e seizoen maar bleek dat hij de aanval overleefde begin van seizoen 13.
Later in seizoen 13, heeft Conrad een nieuwe functie als Clark County Sheriff